# Habla riberana
El habla riberana (también conocida como revirana, arribeña o ribereña) es un dialecto local del leonés que se conservó con cierta vitalidad en el vocabulario, giros y expresiones propias del dialecto hasta mediados del siglo XX en la comarca española de La Ribera (Las Arribes), situada en el noroeste de la provincia de Salamanca, en la comunidad autónoma de Castilla y León.
Actualmente su uso se restringe a un castellano plagado de abundantes palabras, modismos y locuciones que forman parte de la naturaleza del leonés en el habla cotidiana, siendo más abundantes cuanto mayor es la edad del hablante. El catedrático Antonio Llorente Maldonado llegó a calificarla en el año 1947 como un habla «de eminente carácter dialectal leonés occidental, con abundantes rasgos arcaizantes». Es muy similar al habla sayaguesa de la vecina comarca zamorana de Sayago y presenta muchas similitudes con el idioma mirandés que se habla en los vecinos concelhos portugueses de Miranda do Douro, Mogadouro y Vimioso.
Sin embargo, en un artículo publicado en 1982, Antonio Llorente Maldonado habla del dialecto de La Ribera como variedad oriental. No habla de lengua con viveza, sino de "resto degradado del leonés oriental en La Ribera, restos esporádicos del leonés oriental en la Ramajería, El Abadengo, los campos de Argañán y El Rebollar; restos leoneses más o menos abundantes en toda la mitad occidental de la provincia, y restos escasos en la mitad oriental de la provincia, tanto más castellana o castellanizada (desde el punto de vista lingüístico) cuanto más al este".

## Rasgos

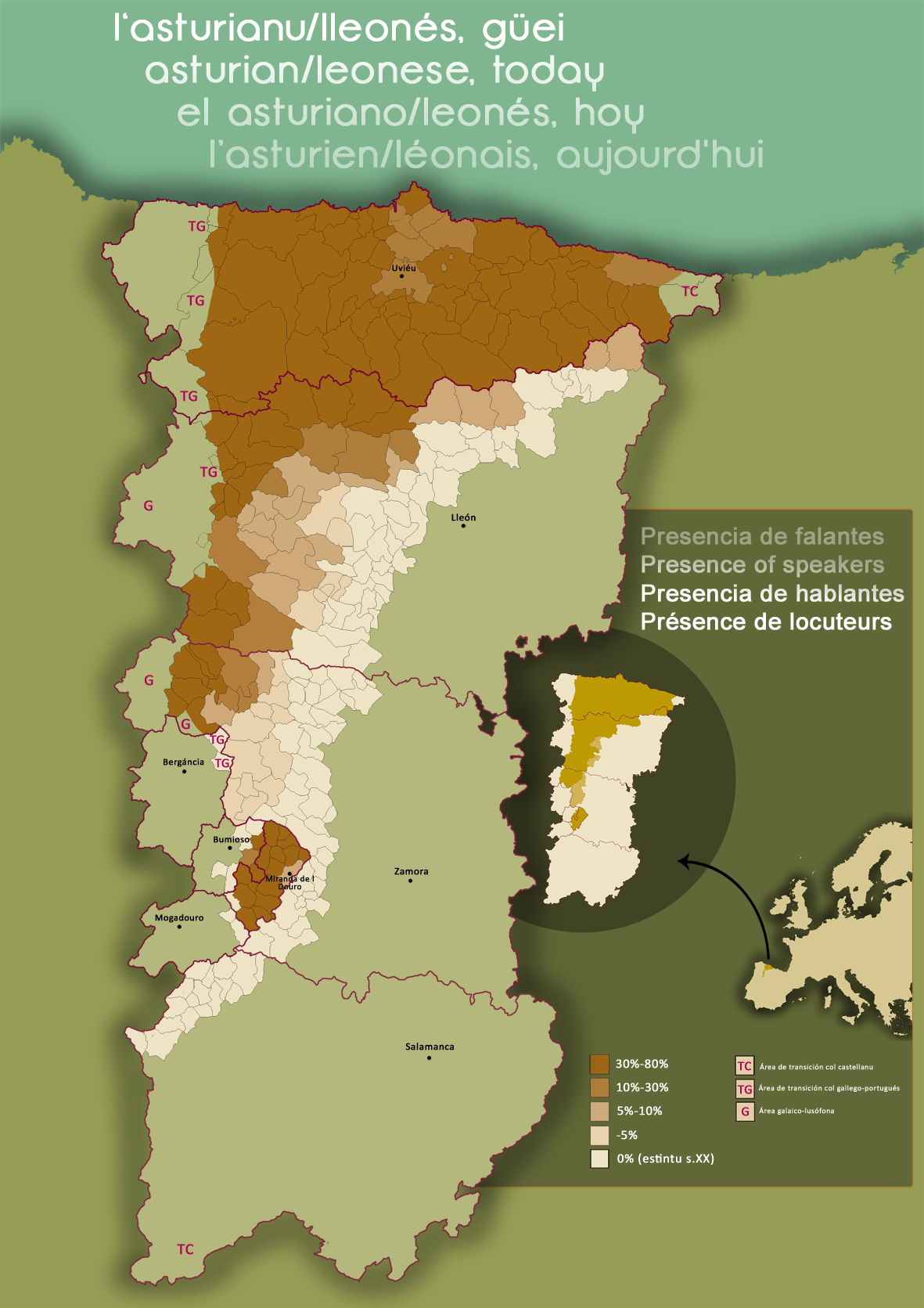
Mapa de extensión de la lengua asturleonesa hasta el.

Junto a las características generales que comparte con las demás hablas leonesas pueden distinguirse las específicas de esta zona:

### A nivel consonántico
- Tratamiento desigual de la f- inicial latina: hasta el siglo pasado prácticamente sólo se mantenía la f- inicial latina. Actualmente y por influencia de las hablas del sur de Salamanca aparece también el sonido /h/ (escrita h. o "hache subpunteada"):
  - /f/: farrapu, farinatu, farina
  - /h./: h.incar(e)
  - /f/ y /h./: fornu/h.ornu
- Conservación de la palatalización inicial de "l" en la generación más vieja: llamuerca. La "ll" inicial (frente a la "l" castellana) estuvo presente en toda el habla arribeña salmantina hasta bien entrado el siglo XX (véase "El dialecto popular salmantino" de José de Lamano).
- Pérdida del sonido /ʃ/ propio del dominio asturleonés: seih.u (seixa), H.elín (Xelín), realización aspirada, a diferencia del /x/ velar castellano de Jorge A diferencia del castellano, el habla de las Arribes desconoce ciertas velarizaciones, así v e r m i c u l u > bermellu.
- Palatalización de la "s" final en el noroeste de la zona: puertash, llumesh. [pwértaʃ]
- Oscurecimiento de "l" ante "a", "o", "u"u en los municipios fronterizos con Portugal y en el valle del Huebra.

### A nivel vocálico
Una de las principales características del dialecto riberano y rasgo común de prácticamente la totalidad de las hablas recogidas dentro del tronco asturleonés es la pronunciación e incluso escritura de las vocales átonas «o» y «e» como «u» e «i» respectivamente. Así por ejemplo era común escuchar palabras como «nochi», «toru» o «carru». Cuenta Antonio Llorente Maldonado en su libro "Estudio sobre el habla de la Ribera: (Comarca salmantina ribereña del Duero)" que eran los más mayores los que más cerraban completamente dichas vocales de la forma indicada y que se percibía como en las generaciones más jóvenes e instruidas se iba perdiendo en favor de la forma castellana debido al influjo de ésta como lengua oficial. En Saucelle, pueblo en el que menos se daba este fenómeno, cuenta el curioso caso de una mujer que sorda desde su juventud sólo cerraba las palabras con las vocales «a», «u» e «i», caso que demostraría que hace alrededor de cuarenta años, cuando esta mujer se quedó sorda, todo el mundo emplearía la forma asturleonesa que en este pueblo ya se empezaba a perder.
- Alargamiento de la vocal "e" en los grupos "-eru/-era".
- Cierre del sufijo del plural -as hasta finales de siglo (como en el asturleonés central).
- Presencia de la vocal schwa. /ə/
- Diptongación ante "-n" siempre.

### A nivel semántico
- El palabrero del leonés se mantiene en todo lo que concierne a las tareas domésticas y los nombres de animales, plantas, etc.
- Entrada de castellanismos y de lusismos: presuntu, faca, etc.

## Estatus legal
Como parte del dominio lingüístico asturleonés, el habla riberana se encuentra teóricamente protegida por el artículo 5.2 del Estatuto de autonomía de Castilla y León, que señala que «El leonés será objeto de protección específica por parte de las instituciones por su particular valor dentro del patrimonio lingüístico de la Comunidad. Su protección, uso y promoción serán objeto de regulación». Sin embargo, no se ha desarrollado posteriormente la legislación necesaria para poder hacer efectiva esa protección y promoción del leonés por parte de las instituciones autonómicas, hecho que motivó la presentación de una Proposición No de Ley (PNL) en las Cortes autonómicas en mayo de 2010, mediante la que se solicitaba el desarrollo de legislación para hacer efectiva la protección del leonés que recoge el Estatuto, siendo aprobada dicha PNL por unanimidad de los procuradores presentes, a pesar de lo cual la Junta de Castilla y León no ha desarrollado posteriormente lo aprobado y exigido por las Cortes en dicha sesión.
Así mismo tampoco suelen darse iniciativas de protección o dignificación del habla de la Ribera por parte de corporaciones locales o de la Diputación Provincial de Salamanca.

## En la literatura
El habla riberana, como ocurre con la mayoría de dialectos del leonés, no ha tenido una producción literaria importante, aunque sí ha sido usado en algunas obras. En la novela IPES, del escritor y geólogo salmantino de origen ribereño Daniel H. Barreña, el habla riberana aparece en los diálogos de algunos de sus personajes.[cita requerida]